# Azorubin
Az azorubin (E122) (más néven carmoisine, karmoizin, karmazsin, Food Red 3, Azorubin S, Brillantcarmoisin O, Acid Red 14, vagy C.I. 14720) egy piros színű mesterséges élelmiszer-színezék. Általában a dinátrium-sóját használják. Színe piros vagy gesztenyebarna. Az élelmiszerek előállítása során általában erjedést, vagy forrást követően használják. Megtalálható többek között marcipánokban, joghurtokban, lekvárokban, ételzselékben, zsemlemorzsában, tortákban.
Aszpirin-érzékenyek esetén allergiát, intoleranciát okozhat. Asztmások néha nagyon rosszul reagálnak az azorubinra.
Kanadában, Japánban, Norvégiában[forrás?], Svédországban[forrás?] és az USA-ban tiltott, Európa nagy részén engedélyezett az azorubin élelmiszer-adalékanyagként való felhasználása.